# ウサマ・メルーリ
ウサマ・メルーリ（Oussama "Ous" Mellouli、アラビア語: أسامة الملولي、1984年2月16日 - ）は、チュニジアの競泳選手。
2004年のアテネオリンピックに出場、400m個人メドレーで5位に入る。200m個人メドレーは準決勝敗退。1500m自由形は予選落ちとなった。
2007年の世界水泳選手権では400m自由形で銀メダル、800m自由形で金メダルを獲得するがドーピング検査でアンフェタミンに陽性反応を示しメダルを剥奪され1年半の出場停止処分となった。処分は違反時にさかのぼって適用されたため北京オリンピックへの出場は認められた。
処分が明けて復帰した2008年の北京オリンピックでは200m自由形で予選落ちに終わったものの400m自由形で5位に入賞、1500m自由形では世界記録保持者で3連覇を狙ったオーストラリアのグラント・ハケットを破り金メダルを獲得した。競泳の男子個人種目ではアフリカに初の金メダルとなり、チュニジアとしても陸上競技のモハメド・ガムーディ以来2人目の金メダリストとなった。
2009年の世界選手権では400ｍ自由形・800ｍ自由形で銀メダルを獲得し1500ｍ自由形では金メダルを獲得した。
2012年ロンドンオリンピックでは1500ｍ自由形で銅メダルに終わり連覇を逃したが、10kmマラソンスイミングで金メダルを獲得した。